# Vena satèl·lit
Una vena satèl·lit o una vena comitant (que en llatí vol dir vena acompanyant) es refereix a una vena que sol ser aparellada, amb les dues venes que es troben als costats d'una artèria. Es troben molt a prop de les artèries, de manera que les pulsacions de l'artèria ajuden al retorn venós, generalment es troben en parelles.
Les venes satèl·lits solen trobar-se amb certes artèries més petites, especialment les de les extremitats. Les artèries més grans, en canvi, generalment no tenen venes satèl·lits. Normalment, tenen una única vena de mida similar que no està tan íntimament associada amb l'artèria.

## Exemples
Exemples d'artèries i les seves venes satèl·lits:
- Artèria radial i venes radials
- Artèria cubital i venes cubitals
- Artèria braquial i venes braquials
- Artèria tibial anterior i venes tibials anteriors
- Artèria tibial posterior i venes tibials posteriors
- Artèria peroneal i venes peroneals

Exemples d'artèries que no tenen venes satèl·lits (és a dir, les que tenen venes "regulars"):
- Artèria axil·lar i la vena axil·lar
- Artèria subclàvia i la vena subclàvia